# Бирлик (Енбекшиказахский район)
Бирлик (каз. Бірлік) — село в Енбекшиказахском районе Алматинской области Казахстана. Входит в состав Балтабайского сельского округа. Код КАТО — 194039400.

## Население
В 1999 году население села составляло 1085 человек (549 мужчин и 536 женщин). По данным переписи 2009 года, в селе проживало 1260 человек (643 мужчины и 617 женщин).